# Prix Ars Electronica
El Prix Ars Electronica es uno de los premios anuales más importantes del campo del arte interactivo, la animación por ordenador y la cultura digital. Es entregado desde 1987 por la asociación Ars Electronica en Linz, Austria.
En 2005, la Nica Dorada, premio principal consistente en una estatuilla dorada que reproduce la Victoria de Samotracia, fue entregado en seis categorías: "Animación por ordenador/efectos visuales", "Música digital", "Arte interactivo", "Net Vision", "Comunidades digitales" y el premio u19 a la "programación libre". Cada Nica Dorada se entrega junto a un premio en metálico de 10.000 euros, mientras el "u19" tiene una cuantía de 5.000 euros. En cada categoría existen varias distinciones, así como menciones honoríficas. 

## Ganadores de la Nica Dorada

### Animación por ordenador / película / vfx
La categoría "Gráficos por ordenador" (1987–1994) Comprendía diferentes tipos de imágenes generadas por ordenador. La categoría "Animación por ordenador" (1987–1997) fue substituida por la actual "Animación por ordenador/Efectos visuales" en 1998.
El músico John Fekner recibió premios honoríficos en 1987 y 1988 por Concrete People y The Last Days of Good and Evil respectivamente.

#### Gráficos por ordenador
- 1987 "Figur10" de Brian Reffin Smith, Reino Unido
- 1988 "The Battle" de David Sherwin, USA
- 1989 "Gramophone" de Tamás Waliczky, Hungría
- 1990 "P-411-A" de Manfred Mohr, Alemania
- 1991 "Having encountered Eve for the second time, Adam begins to speak" de Bill Woodard, USA
- 1992 "RD Texture Buttons" de Michael Kass y Andrew Witkin, USA
- 1993 "Founders Series" de Michael Tolson, USA
- 1994 "Jellylife / Jellycycle / Jelly Locomotion" de Michael Joaquin Grey, USA

#### Animación por ordenador
- 1987 "Luxo jr." de John Lasseter, USA
- 1988 "Red's Dream" de John Lasseter, USA
- 1989 "Broken Heart" de Joan Staveley, USA
- 1990 "Footprint" de Mario Sasso y Nicola Sani, Italia
- 1991 "Panspermia" de Karl Sims, USA
- 1992 "Liquid Selves / Primordial Dance" de Karl Sims, USA
- 1993 "Lakmé" de Pascal Roulin, Bélgica
- 1994 "Jurassic Park" de Dennis Muren, Mark Dippé y Steve Williams, USA/Canadá
  - Distinction: "Quarxs" de Maurice Benayoun, Francia
  - Distinction: "K.O. Kid" de Marc Caro, Francia
- 1995 "God's Little Monkey" de David Atherton y Bob Sabiston, USA
- 1996 "Toy Story" de John Lasseter, Lee Unkrich y Ralph Eggleston, USA
- 1997 "Dragonheart" de Scott Squires, Industrial Light & Magic (ILM), USA

#### Animación por ordenador/Efectos visuales
- 1998 The Sitter de Liang-Yuan Wang, Taiwán
  - Titanic byde Robert Legato y Digital Domain, USA
- 1999 Bunny de Chris Wedge, USA
  - What Dreams May Come de Mass Illusions, POP, Digital Domain, Vincent Ward, Stephen Simon y Barnet Bain, USA
- 2000 Maly Milos de Jakub Pistecky, Canadá
  - Maaz de Christian Volckman, Francia
- 2001 Le Processus de Xavier de l’Hermuzičre y Philippe Grammaticopoulos, Francia
- 2002 Monsters, Inc. de Andrew Stanton, Lee Unkrich, Pete Docter y David Silverman, USA
- 2003 Tim Tom by Romain Segaud and Cristel Pougeoise, Francia
- 2004 Ryan de Chris Landreth, USA
  - Distinction: Parenthèse de Francois Blondeau, Thibault Deloof, Jérémie Droulers, Christophe Stampe, Francia
  - Distinction: Birthday Boy from Sejong Park, Australia
- 2005 Fallen Art de Tomek Baginski, Polonia
  - Distinction: The Incredibles de Pixar USA
  - Distinction: City Paradise de Gaëlle Denis (Reino Unido), Passion Pictures (Francia)
- 2006 458nm de Jan Bitzer, Ilija Brunck, Tom Weber, Filmakademie Baden-Württemberg, Alemania
  - Distinction: Kein platz Für Gerold de Daniel Nocke / Studio Film Bilder, Alemania
  - Distinction: Negadon, the monster from Mars, de Jun Awazu, Japón
- 2007 Codehunters de Ben Hibon, Reino Unido
- 2008 Madame Tutli-Putli de Chris Lavis, Maciek Szczerbowski (Directores), Jason Walker (Special Visual Effects), National Film Board of Canada, Canadá
- 2009 HA'Aki de Iriz Pääbo, National Film Board of Canada, Canadá
- 2010 Nuit Blanche de Arev Manoukian (Director), Marc-André Gray (Visual Effects Artist), National Film Board of Canada, Canadá
- 2011 Metachaos de Alessandro Bavari, Italia
- 2012 Rear Window Loop de Jeff Desom, Luxemburgo
  - Distinction: Caldera by Evan Viera/Orchid Animation, USA
  - Distinction: Rise of the Planet of the Apes de Weta Digital (Nueva Zelanda)/Twentieth Century Fox
- 2013 Forms de Quayola (IT), Memo Akten, Turquía
  - Distinction: Duku Spacemarines de La Mécanique du Plastique, Francia
  - Distinction: Oh Willy… by Emma De Swaef, Marc James Roels / Beast Animation, Bélgica

### Música digital
Esta categoría premia a aquellos artistas que realizan música electrónica y arte sonoro mediante medios digitales. Se entregan desde 1987, aunque no se entregaron en 1990 y 1991. 
- 1987 - Peter Gabriel y Jean-Claude Risset
- 1988 - Denis Smalley
- 1989 - Kaija Saariaho
- 1990 - -
- 1991 - -
- 1992 - Alejandro Viñao
- 1993 - Bernard Parmegiani
- 1994 - Ludger Brümmer
- 1995 - Trevor Wishart
- 1996 - Robert Normandeau
- 1997 - Matt Heckert
- 1998 - Peter Bosch y Simone Simons (premio compartido)
- 1999 - Aphex Twin (Richard D. James) y Chris Cunningham (premio compartido)
- 2000 - Carsten Nicolai
- 2001 - Ryoji Ikeda
- 2002 - Yasunao Tone
- 2003 - Ami Yoshida, Sachiko M y Utah Kawasaki (premio compartido)
- 2004 - Thomas Köner
- 2005 - Maryanne Amacher
- 2006 - Eliane Radigue
- 2007 - Mashiro Miwa
- 2008 - Reactable de Sergi Jordà (España), Martin Kaltenbrunner (Austria), Günter Geiger (Austria) y Marcos Alonso (España)
- 2009 - Speeds of Time versions 1 and 2 de Bill Fontana, USA
- 2010 - rheo: 5 horizons de Ryoichi Kurokawa, Japón
- 2011 - Energy Field de Jana Winderen, Noruega
- 2012 -  Crystal Sounds of a Synchrotron de Jo Thomas, Reino Unido
- 2013 - frequencies (a) de Nicolas Bernier, Canadá
  - Distinction: SjQ++ by SjQ++, Japón
  - Distinction: Borderlands Granular de Chris Carlson, USA

### Arte híbrido
- 2007 - Symbiotica
- 2008 - Nuage Vert de Helen Evans (Francia/Reino Unido) y Heiko Hansen (Francia/Alemania) HeHe
- 2009 - Natural History of the Enigma de Eduardo Kac (USA)
- 2010 - Ear on Arm de Stelarc (Australia)
- 2011 - May the Horse Live in me de Art Orienté Objet (Francia)
- 2012 - "Bacterial radio" Archivado el 14 de junio de 2013 en Wayback Machine. de Joe Davis (USA)
- 2013 - Cosmopolitan Chicken Project, Koen Vanmechelen (Bélgica)
- 2015 - Plantas Autofotosintéticas, Gilberto Esparza (México)

### [the next idea] voestalpine Art and Technology Grant
- 2009 - "Open_Sailing" de Open_Sailing Crew Archivado el 30 de julio de 2016 en Wayback Machine. de Cesar Harada.
- 2010 - "Hostage" de Frederik De Wilde.
- 2011 - Choke Point Project de P2P Foundation.
- 2012 - qaul.net - tools for the next revolution de Christoph Wachter & Mathias Jud
- 2013 - Hyperform de  Marcelo Coelho (BR), Skylar Tibbits (US), Natan Linder (IL), Yoav Reaches (IL)
  - Menciones honoríficas: GravityLight de Martin Riddiford (GB), Jim Reeves (GB)

### Arte interactivo
Los premios de la categoría de Arte interactivo se entregan desde 1990. 
- 1990 - "Videoplace" installation de Myron Krueger
- 1991 - "Think About the People Now" proyectado por Paul Sermon
- 1992 - "Home of the Brain" installation de Monika Fleischmann y Wolfgang Strauss
- 1993 - "Simulationsraum-Mosaik mobiler Datenklänge (smdk)" instalación de Knowbotic Research
- 1994 - "A-Volve" environment de Christa Sommerer y Laurent Mignonneau
- 1995 - "The concept of Hypertext", atribuido a Tim Berners-Lee
- 1996 - "Global Interior Project" instalación de Masaki Fujihata
- 1997 - "Music Plays Images X Images Play Music" concierto de Ryuichi Sakamoto y Toshio Iwai
- 1998 - "World Skin" instalación de Jean-Baptiste Barrière y Maurice Benayoun
- 1999 - "Difference Engine #3" - Lynn Hershman
- 2000 - "Vectorial Elevation, Relational Architecture #4" instalación de Rafael Lozano-Hemmer
- 2001 - "polar" instalación de Carsten Nicolai y Marko Peljhan
- 2002 - "n-cha(n)t" instalación de David Rokeby
- 2003 - "Can You See Me Now?" juego participativo de Blast Theory y Mixed Reality Lab
- 2004 - "Listening Post" instalación de Ben Rubin y Mark Hansen
- 2005 - "MILKproject" instalación y proyección de Esther Polak, Ieva Auzina y el Riga Centre for New Media Culture
- 2006 - "The Messenger" instalación de Paul DeMarinis
- 2007 - "Park View Hotel" instalación de Ashok Sukumaran
- 2008 - "Image Fulgurator" de Julius von Bismarck
- 2009 - "Nemo Observatorium" de Laurence Malstaf
- 2010 - "The Eyewriter" de Zachary Lieberman, Evan Roth, James Powderly, Theo Watson y Chris Sugrue
- 2011 - "Newstweek" de Julian Oliver y Danja Vasiliev
- 2012 - "Memopol-2" de Timo Toots
- 2013 - "Pendulum Choir" de Michel Décosterd y André Décosterd 
  - Distinción - "Rain Room" de rAndom International
  - Distinción - "Voices of Aliveness" de Masaki Fujihata

### Categorías relacionadas con internet
En la categoría "World Wide Web" (1995 – 96) y ".net" (1997 – 2000), se premiaban proyectos web. Desde 2001 pasa a denominarse "Net Vision / Net Excellence", con premios a la innovación en los medios en línea.

#### World Wide Web
- 1995 - "Idea Futures" de Robin Hanson
- 1996 - "Digital Hijack" de etoy

#### .net
- 1997 - "Sensorium" de Taos Project
- 1998 - "IO_Dencies Questioning Urbanity" de Knowbotic Research
- 1999 - "Linux" de Linus Torvalds
- 2000 - "In the Beginning... Was the Command Line" (excerpts) de Neal Stephenson

#### Net Vision / Net Excellence
- 2001 - "Banja" de Team cHmAn y Joshua Davis
- 2002 - "Carnivore" de Radical Software Group y "They Rule" de Josh On y Futurefarmers
- 2003 - Habbo Hotel y "Noderunner" de Yury Gitman y Carlos J. Gómez de Llarena
- 2004 - Creative Commons
- 2005 - "Processing" de Benjamin Fry, Casey Reas y the Processing community
- 2006 - "The Road Movie" de exonemo

### Comunidades digitales

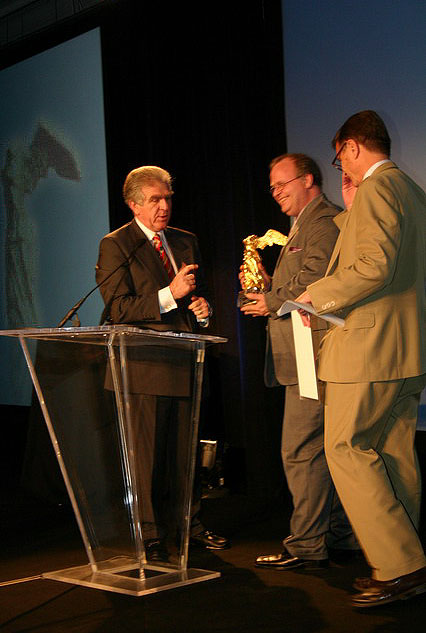
Danny Wool, en representación de Wikipedia, recibe la Nica Dorada de 2004.

La categoría comenzó a entregarse en 2004 en una ceremonia especial realizada en Nueva York para conmemorar el 25 aniversario del certamen.
- 2004 - Wikipedia y "The World Starts With Me"
- 2005 - "Akshaya", programa de tecnología de la información de India
  - Distinción: Free Software Foundation (USA) and Telestreet - NewGlobalVision (Itàlia)
- 2006 - canal*ACCESSIBLE
  - Distinción:
    - Codecheck (Roman Bleichenbacher CH)
    - Proyecto Cyberela – Radio Telecentros (CEMINA)

  - Menciones honoríficas:
    - Arduino (Arduino)
    - Charter97.org – News from Belarus
    - CodeTree
    - MetaReciclagem
    - Mountain Forum
    - Northfield.org
    - Pambazuka News (Fahamu
    - Semapedia
    - stencilboard.at (Stefan Eibelwimmer (AT), Günther Kolar (AT))
    - The Freecycle Network
    - The Organic City
    - UgaBYTES Initiative (UgaBYTES Initiative (UG))
- 2007 - Overmundo
- 2008 - 1kg more
  - Distinción: PatientsLikeMe and Global Voices Online
- 2009 - HiperBarrio Archivado el 9 de junio de 2013 en Wayback Machine. by Álvaro Ramírez and Gabriel Jaime Vanegas
  - Distinción:
    - piratbyran.org
    - wikileaks.org

  - Menciones honoríficas:
    - hackmeeting.org
    - pad.ma
    - Maneno
    - femalepressure.net
    - metamute.org
    - ubu.com
    - canchas.org Archivado el 3 de marzo de 2016 en Wayback Machine.
    - feraltrade.org
    - flossmanuals.net
    - wikiartpedia.org
    - changemakers.net
    - vocesbolivianas.org
- 2010 - Chaos Computer Club
- 2011 - Fundación Ciudadano Inteligente
  - Distinció:
    - Bentham Papers Transcription Initiative (Transcribe Bentham) (UK). See also the project's Transcription Desk Archivado el 27 de marzo de 2012 en Wayback Machine.
    - X_MSG
- 2012 - Syrian people know their way Archivado el 20 de septiembre de 2013 en Wayback Machine.
- 2013 - El Campo de Cebada de El Campo de Cebada (ES)
  - Distinció: Refugees United de Christopher Mikkelsen (DK), David Mikkelsen (DK)
  - Distinció: Visualizing Palestine de Visualizing Palestine (PS)